# Sapium glandulatum
A Sapium gladulatum, (Vell.) Pax,  conhecida popularmente como pau-de-leite, pau-leiteiro, leiteiro, leiteiro-de-folha-graúda, mata-olho ou toropi, da família Euphorbiaceae é uma árvore lactecente, decídua que pode alcançar até 20 metros de altura, com troncos retos e cilíndricos que podem atingir até  0,5m de diâmetro. As folhas são longas, com espinhos, simples, alternadas, lanceoladas, apresentando margens finamente serrilhadas, atingindo um comprimento acima de 15 cm. Floresce de outubro a janeiro, e frutifica de janeiro a março.
Como são plantas heliófilas ou de luz difusa são encontradas em florestas não muito densas. No Brasil é registrado a presença da planta no sul e sudeste.
A madeira é indicada para a produção de caixotaria e como lenha para carvão. O seu latex característico (daí o seu nome) pode ser usada para a produção de borracha. A planta também pode ser usada em paisagismo e reflorestamento.
O nome "mata-olho" para a planta foi dado porque o seu latex é altamente irritante para os olhos.
Os índios guaranis usam a sua madeira para esculpir animais